# Augustus Raymond Margary
Augustus Raymond Margary, né le 26 mai 1846 à Belgaum et mort assassiné le 21 février 1875 à Tengyue, est un diplomate et explorateur britannique. 
Le meurtre de Margary et de tout son personnel, alors qu'ils arpentaient les routes commerciales asiatiques terrestres, a déclenché l' affaire Margary qui a conduit à la convention de Chefoo.

## Biographie
Margary est né à Belgaum dans l'Inde britannique. Il est le troisième fils du major général Henry Joshua Margary (décédé en 1876). Margary fait ses études en France, au Brighton College et à l'University College de Londres.
Après avoir échoué trois fois à un examen d'entrée pour travailler aux affaires étrangères, il réussit finalement l'examen et est nommée élève interprète dans le service consulaire britannique en Chine en février 1867. Il part pour la Chine le mois suivant. En Chine, il sert dans la légation britannique à Pékin et dans les consulats britanniques à Taïwan, Shanghai et Yantai.
Dans le cadre des efforts visant à explorer les routes commerciales terrestres entre l'Inde britannique et la Chine, Margary est envoyé de Shanghai à travers le sud-ouest de la Chine à Bhamo en Haute-Birmanie, où il est censé rencontrer le colonel Horace Albert Browne (1832-1914). Il lui faut six mois pour faire le voyage à travers les provinces du Sichuan, du Guizhou et du Yunnan, et enfin rencontrer Browne à Bhamo à la fin de 1874. Il est ainsi le premier européen à établir la jonction entre la Chine et la Birmanie.
Lors du voyage de retour à Shanghai, il entend des rumeurs selon lesquelles la route de retour n'est pas sûre et change l'itinéraire vers Tengyue, où lui et son personnel sont assassinés le 21 février 1875.

## Conséquences
La mort de Margary déclenche la « Margary Affair (en) », une crise diplomatique qui apporte aux autorités britanniques une excuse pour faire pression sur le gouvernement Qing sur un certain nombre de questions sans rapport. La crise n'est résolue qu'en 1876 lorsque Thomas Francis Wade et Li Hongzhang signent la Convention de Chefoo, qui couvre un certain nombre de questions diplomatiques/politiques. Les Britanniques obtiennent, selon Jonathan Spence, une indemnité de 700 000 taëls d'argent, une ambassade d'excuses auprès de la reine Victoria et quatre ports ouverts.
En 1880, un mémorial est érigé à la mémoire de Margary, qui est déplacé dans les jardins publics en 1907. Le mémorial est enlevé pendant l'occupation japonaise de Shanghai et n'a jamais été restauré après la défaite du Japon pendant la Seconde Guerre mondiale. 
Il existe un monument à Tengyue pour se souvenir de la bravoure de ces groupes ethniques de Tai, Jingbo, Han et musulmans chinois, qui se sont battus pour arrêter et tuer Margary et ses partisans.

## Publication
- avec Rutherford Alcock, The Journey of Augustus Raymond Margary, from Shanghae to Bhamo, and Back to Manwyne: From His Journals and Letters, with a Brief Biographical Preface, Londres: Macmillan and co., 1876.

## Hommage
- Hylarana margariana[3]